# Аббаси, Назир
Назир Аббаси (англ. Nazeer Abbasi, синдхи:نذير عباسى, урду: نذیر عباسی) (10 апреля 1953 — 9 августа 1980) — пакистанский общественный деятель, самый молодой член ЦК Коммунистической партии Пакистана. При диктатуре генерала Мухаммада Зия-уль-Хака, находясь под стражей в подразделении полевой разведки пакистанской армии, был замучен до смерти. В пытках и убийстве Аббаси его семья обвинила бывшего оперативника Межведомственной разведки (ISI), что он и сам признал в телеинтервью.

## Семья и образование
Аббаси родился в семье Джана Мухаммада Аббаси и Камар-уль-Нисы в Тандо-Аллахьяре (провинция Синд, Пакистан) 10 апреля 1953 года. После окончания школы начал работать в муниципальном комитете Тандо-Аллахьяра и организовал профсоюз муниципальных рабочих и служащих. Продолжил учебу в Университете Синда, где получил степень бакалавра наук в политологии. 4 февраля 1978 года женился на Хамиде Гангро, с которой у них родилась дочь Зарка Аббаси.

## Политическая деятельность
В студенческие годы уже занимался активной общественно-политической деятельностью. Впервые был арестован в 1969 году как член Федерации студентов Азад Марорра, которая требовала публикации избирательных списков на языке синдхи, чтобы упростить доступ простых людей к демократическому процессу. В тюрьме он встретился с коммунистами и лидерами Национальной студенческой федерации. В тюрьме на него оказали влияние и другие политические заключенные, принадлежащие к Национальной студенческой федерации провинции Синд, к которой он присоединился, а затем стал её лидером.
В мае 1978 года, после установления диктатуры Зия-уль-Хака, Аббаси был вновь арестован военными по обвинению в публикации подпольного ежемесячного журнала «Халчал», и был отправлен в печально известную тюрьму Кули Кэмп Кветта. В тот период по всему Синду устраивались облавы на активистов Национальной федерации студентов Синда и Комитета Синдари.

## Последний арест и гибель
Последний раз был арестован вместе с другими партийными работниками 30 июля 1980 года подразделением полевой разведки бригадного генерала пакистанской армии Биллы из Карачи. Вместе с ним за решётку была брошена группа представителей демократических сил: профессор Джамаль Накви, журналист Камаль Варси, лидеры Объединённой Федерации Пакистана Шамим Басти и Шабир Шар; вскоре к ним в заключении присоединились Сохаил Санги, Бадар Абро и другие. Никому из них на тот момент не было предъявлено официального обвинения; их держали в полной изоляции, не разрешая встречаться ни с адвокатами, ни с родными.
Назир Аббаси — президент Синдской национальной студенческой Федерации и вице-президент Пакистанской Федерации студентов — был убит, скончавшись от пыток, а остальные члены группы впоследствии предстали перед военным трибуналом по «делу Джама Саки», обвинённые в подготовке социалистической революции.